# Münchner Obelisk

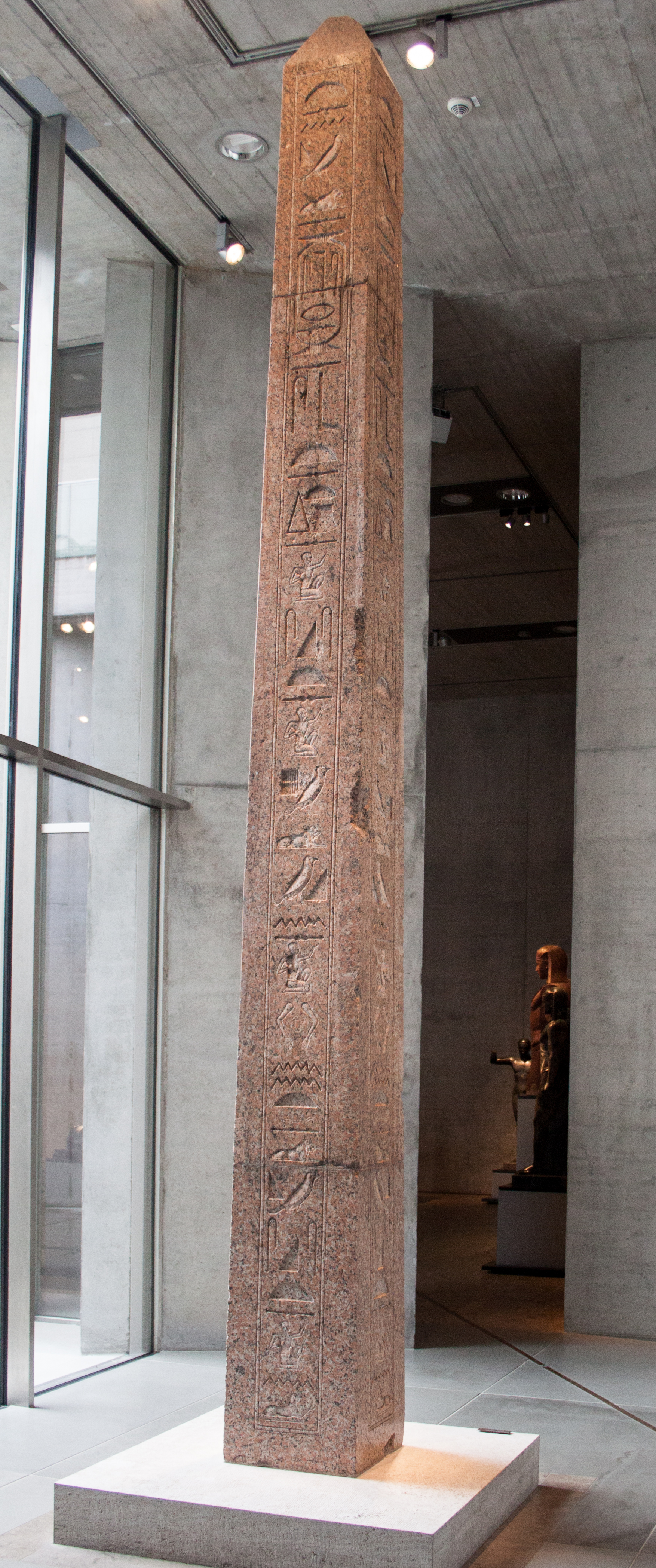
Der Münchner Obelisk

Der Münchner Obelisk (auch Obelisk Albani oder Obelisk des Titus Sextius Africanus genannt) ist ein im 1. Jahrhundert n. Chr. geschaffener römischer Obelisk, der sich heute in München befindet. Er ist 5,50 m hoch und besteht aus Rosengranit. Die Inschrift nennt Titus Sextius Africanus (* wohl vor 16; † nach 61), ein zweiter Obelisk mit seinem Namen ist aus Palestrina/Praeneste bekannt.

## Geschichte

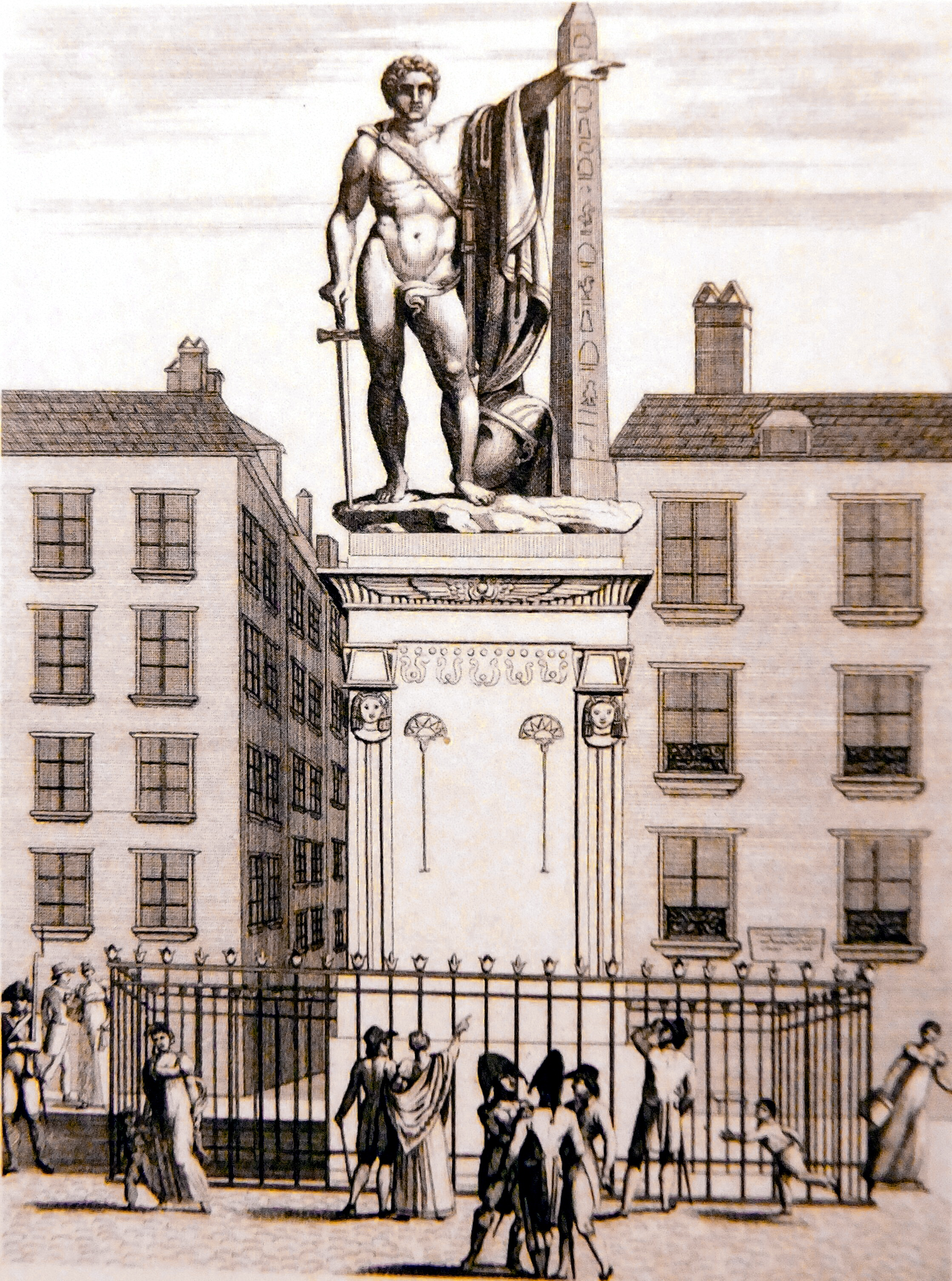
Der Obelisk in Paris

Der Aufstellungsort im antiken Rom ist nicht sicher bekannt. Auf einem Skizzenblatt eines italienischen Zeichners um 1510 ist er mit dem Standort „Torre dei Conti“ in Rom erstmals bezeugt. 1666 wurde er Athanasius Kircher erwähnt. Der Obelisk gelangte in den Besitz des Kardinals Alessandro Albani, der ihn um 1775 im Park der Villa Albani aufstellen ließ. Damals ergänzte der Bildhauer Paolo Cavaceppi das antike Mittelstück von 3,20 m Höhe oben und unten.
Napoleon Bonaparte ließ den Obelisken als Beutegut seines Italienfeldzuges 1797 nach Paris bringen, wo er als Teil eines Denkmales für den General Louis Charles Antoine Desaix auf der Place des Victoires aufgestellt wurde. Nach der Niederlage Napoleons hatte die Familie Albani nicht das Geld, um den Obelisken zurück nach Rom transportieren zu lassen und bot ihn zum Verkauf an.
Ende 1815 erwarb Kronprinz Ludwig den Obelisken, der dann 1830 im Ägyptischen Saal der Glyptothek seine Aufstellung fand. Hier blieb er bis zum Zweiten Weltkrieg. Von 1972 bis 2007 stand er im Hofgarten vor dem Eingang zur Staatlichen Sammlung Ägyptischer Kunst in der Münchner Residenz. Seit 2012 befindet er sich im neuen Gebäude des Staatlichen Museums Ägyptischer Kunst in München.